# Pădureni (gmina Șendriceni)
Pădureni – wieś w Rumunii, w okręgu Botoszany, w gminie Șendriceni. W 2011 roku liczyła 1010 mieszkańców.